# Roštění
Roštění (in tedesco Roschtien) è un comune della Repubblica Ceca facente parte del distretto di Kroměříž, nella regione di Zlín.